# Élections sénatoriales de 2020 en Caroline du Nord
Les élections sénatoriales de 2020 en Caroline du Nord ont lieu le 3 novembre 2020 afin d'élire les 50 membres du Sénat de l'État américain de Caroline du Nord.

## Système électoral
Le Sénat de Caroline du Nord est la chambre haute de son parlement bicaméral. Il est composé de 50 sièges pourvus pour deux ans au scrutin uninominal majoritaire à un tour dans autant de circonscriptions.

## Résultats
|       | Parti républicain (R) | 28 | 1             |  |  |  |
|       | Parti démocrate (D)   | 22 | 1             |  |  |  |
|       |                       |    |               |  |  |  |
| Total | Total                 | 50 | en stagnation |  |  |  |